# Liffe 2006
17. ljubljanski mednarodni filmski festival je potekal med 10. in 24. novembrom 2006 v Ljubljani s projekcijami v Cankarjevem domu (Linhartova in Kosovelova dvorana), Kinodvoru, Kinoklubu Vič in Kinu Komuna. Festival je zadnjič vodila dolgoletna programska direktorica Jelka Stergel. Predvajanih je bilo 112 različnih filmov.
Otvoritvena filma sta bila Transilvanija Tonyja Gatlifa in kratki Poljub Boštjana Hladnika, zaključna pa Režiser porok Marca Bellocchia in kratki Potepuški čevlji Jackie Oudney.

## Nagrade
| Nagrada                       | Film                                   | Režiser           | Žirija                                         | Sklop                               |
| ----------------------------- | -------------------------------------- | ----------------- | ---------------------------------------------- | ----------------------------------- |
| vodomec                       | 1:1 (Ena proti ena) / 1:1 (En til en)  | Annette K. Olesen | Jay Jeon, Ana Maria Percavassi, Marjan Strojan | Perspektive                         |
| vodomec − posebna omemba      | Namizni tenis / Pingpong               | Matthias Luthardt | Jay Jeon, Ana Maria Percavassi, Marjan Strojan | Perspektive                         |
| nagrada FIPRESCI              | Bele dlani / Fehér tenyér              | Szabolcs Hajdu    | Janine Euvrard, Janusz Wroblewski, Damir Radić | Jug–jugovzhodno                     |
| zlati kolut                   | Zajtrk na Plutonu / Breakfast on Pluto | Neil Jordan       | občinstvo                                      | Obzorja                             |
| nagrada Amnesty International | Ofsajd / Offside                       | Jafar Panahi      | Hans van Gerven, Aleksandar Manić, Hanna Slak  | 12 filmov na temo človekovih pravic |

- vodomec: nagrada mednarodne žirije, ki jo generalni pokrovitelj Mobitel podeli režiserju najbolje ocenjenega filma iz sekcije Perspektive
- zlati kolut: nagrada občinstva, za katero tekmujejo filmi iz kategorije Obzorja in ki pomeni odkup filma
- FIPRESCI: nagrada mednarodne žirije svetovnega združenja filmskih kritikov in novinarjev
- nagrada Amnesty Internaitonal: nagrada za najboljši film na temo človekovih pravic[5]

Glasovanje občinstva
Prejemnika zlatega koluta izbira občinstvo med filmi v sekciji Obzorja. Gledalci so lahko glasovali z glasovalnimi lističi ob odhodu iz dvorane ali pa preko mobilnih telefonov. Filme so ocenjevali z ocenami 1–5.
| Glasovanje občinstva | Glasovanje občinstva   | Glasovanje občinstva |
| Mesto                | Film                   | Ocena                |
| -------------------- | ---------------------- | -------------------- |
| 1.                   | Zajtrk na Plutonu      | 4,7                  |
| 2.                   | Pri belem dnevu        | 4,68                 |
| 3.                   | Vitus                  | 4,65                 |
| 4.                   | Tako lepa dežela       | 4,6                  |
| 5.                   | Ohcet                  | 4,56                 |
| 6.                   | Hokejska zvezda        | 4,55                 |
| 7.                   | Veter, ki trese ječmen | 4,53                 |
| 8.                   | Hiša na sipini         | 4,49                 |
| 8.                   | Kronika pobega         | 4,49                 |
| 10.                  | Zver v srcu            | 4,44                 |
| 11.                  | Za ljubi kruhek        | 4,32                 |
| 12.                  | Nekakšna sreča         | 4,29                 |
| 13.                  | Rubežnik               | 4,24                 |
| 14.                  | Predlog                | 4,23                 |
| 15.                  | Postopanje             | 4,18                 |
| 16.                  | Ne boli me             | 4,11                 |
| 17.                  | Isabella               | 3,97                 |
| 18.                  | Rdeča cesta            | 3,9                  |
| 19.                  | Zimsko potovanje       | 3,82                 |
| 20.                  | Mali rdeči cvetovi     | 3,81                 |
| 21.                  | Družinski prijatelj    | 3,79                 |
| 22.                  | Podnebje               | 3,57                 |
| 23.                  | Popolni par            | 2,66                 |
| 24.                  | Odete                  | 2,65                 |

## Festivalski sklopi
- Perspektive: uradni tekmovalni program za nagrado vodomec
- Obzorja: tekmovalni program za nagrado občinstva (zlati kolut)
- Predpremiere
- Fokus: Francija
- Proti vetru
- Ekstravaganca
- Jug jugovzhod: za nagrado mednarodne kritike FIPRESCI
- Dokumentarni filmi
- Posebni poklon: Marco Bellocchio
- Izbor kratkih filmov

## Filmi

### Perspektive
| #   | Film                                     | Slovenski naslov     | Režiser                      | Država                                                                    | Leto | Jezik      |
| --- | ---------------------------------------- | -------------------- | ---------------------------- | ------------------------------------------------------------------------- | ---- | ---------- |
| 1.  | 1:1 (En til en) / 1:1 (One to One)       | 1:1 (Ena proti ena)  | Annette K. Olesen            | Danska · Združeno kraljestvo Velike Britanije in Severne Irske            | 2006 | dan.       |
| 2.  | Ahlaam                                   | Ahlam                | Mohamed Al-Daradji           | Irak · Združeno kraljestvo Velike Britanije in Severne Irske · Nizozemska | 2005 | arab.      |
| 3.  | Legături bolnăvicioase / Love Sick       | Bolna ljubezen       | Tudor Giurgiu                | Romunija · Francija                                                       | 2006 | rom.       |
| 4.  | Candy                                    | Candy                | Neil Armfield                | Avstralija                                                                | 2006 | angl.      |
| 5.  | Hong yan (红颜 ) / Dam Street            | Cesta čez jez        | Li Yu                        | Ljudska republika Kitajska · Francija                                     | 2005 | mand.      |
| 6.  | Cómo pasan las horas / The Hours Go By   | Ko ure minevajo      | Inés de Oliveira Cézar       | Argentina                                                                 | 2005 | špan.      |
| 7.  | Kargaran mashghoole karand / Men at Work | Ljudje pri delu      | Mani Haghighi                | Iran                                                                      | 2006 | perz.      |
| 8.  | En soap / A Soap                         | Milo                 | Pernille Fischer Christensen | Danska                                                                    | 2006 | dan.       |
| 9.  | Mistrz / The Master                      | Mojster              | Piotr Trzaskalski            | Poljska                                                                   | 2005 | polj./rus. |
| 10. | Pingpong                                 | Namizni tenis        | Matthias Luthardt            | Nemčija                                                                   | 2006 | nem.       |
| 11. | Wristcutters: A Love Story               | Picerija kamikaze    | Goran Dukić                  | Združene države Amerike                                                   | 2006 | angl.      |
| 12. | Be ahestegi... / Gradually...            | Postopoma            | Maziar Miri                  | Iran                                                                      | 2005 | perz.      |
| 13. | Changement d'adresse / Change of Address | Sprememba naslova    | Emmanuel Mouret              | Francija                                                                  | 2006 | fr.        |
| 14. | Uro                                      | Uro                  | Stefan Faldbakken            | Norveška                                                                  | 2006 | nor.       |
| 15. | Mutual Appreciation                      | Vzajemno občudovanje | Andrew Bujalski              | Združene države Amerike                                                   | 2005 | angl.      |
| 16. | Zaman mi-istad / Time Froze              | Zamrznjen čas        | Ali Reza Amini               | Iran                                                                      | 2006 | perz.      |
| 17. | Bye Bye Berlusconi!                      | Zbogom, Berlusconi!  | Jan Henrik Stahlberg         | Nemčija                                                                   | 2005 | it.        |

### Obzorja
| #   | Film                                         | Slovenski naslov       | Režiser               | Država                                                                                      | Leto | Jezik                   |
| --- | -------------------------------------------- | ---------------------- | --------------------- | ------------------------------------------------------------------------------------------- | ---- | ----------------------- |
| 1.  | L'amico di famiglia / The Family Friend      | Družinski prijatelj    | Paolo Sorrentino      | Italija                                                                                     | 2006 | it.                     |
| 2.  | Casa de areia / The House of Sand            | Hiša na sipini         | Andrucha Waddington   | Brazilija                                                                                   | 2005 | port.                   |
| 3.  | Maurice Richard / The Rocket                 | Hokejska zvezda        | Charles Binamé        | Kanada                                                                                      | 2005 | fr./angl.               |
| 4.  | Isabella                                     | Isabella               | Pang Ho-Cheung        | Hongkong · Ljudska republika Kitajska                                                       | 2006 | kant.                   |
| 5.  | Crónica de una fuga / Chronicle of an Escape | Kronika pobega         | Israel Adrián Caetano | Argentina                                                                                   | 2006 | špan.                   |
| 6.  | Kan shang qu hen mei / Little Red Flowers    | Mali rdeči cvetovi     | Zhang Yuan            | Ljudska republika Kitajska · Italija                                                        | 2006 | mand.                   |
| 7.  | Mne ne bolno / It Doesn't Hurt               | Ne boli me             | Aleksej Balabanov     | Rusija                                                                                      | 2006 | rus.                    |
| 8.  | Štestí / Something Like Happiness            | Nekakšna sreča         | Bohdan Sláma          | Češka · Nemčija                                                                             | 2005 | češ.                    |
| 9.  | Odete / Two Drifters                         | Odete                  | João Pedro Rodrigues  | Portugalska                                                                                 | 2005 | port.                   |
| 10. | Die Bluthochzeit / The Wedding Party         | Ohcet                  | Dominique Deruddere   | Nemčija · Belgija                                                                           | 2005 | nem.                    |
| 11. | Iklimler / Climates                          | Podnebje               | Nuri Bilge Ceylan     | Turčija · Francija                                                                          | 2006 | tur.                    |
| 12. | Un couple parfait / A Perfect Couple         | Popolni par            | Nobuhiro Suwa         | Francija · Japonska                                                                         | 2005 | fr.                     |
| 13. | Slumming                                     | Postopanje             | Michael Glawogger     | Avstrija · Švica · Nemčija                                                                  | 2006 | nem.                    |
| 14. | The Proposition                              | Predlog                | John Hillcoat         | Združeno kraljestvo Velike Britanije in Severne Irske · Avstralija                          | 2005 | angl.                   |
| 15. | Alla luce del sole / Come Into the Light     | Pri belem dnevu        | Roberto Faenza        | Italija                                                                                     | 2005 | it.                     |
| 16. | Red Road                                     | Rdeča cesta            | Andrea Arnold         | Združeno kraljestvo Velike Britanije in Severne Irske                                       | 2006 | angl.                   |
| 17. | Komornik / The Collector                     | Rubežnik               | Feliks Falk           | Poljska                                                                                     | 2005 | polj.                   |
| 18. | Eize makom nifla / What a Wonderful Place    | Tako lepa dežela       | Eyal Halfon           | Izrael                                                                                      | 2005 | filip./hebr./rus./angl. |
| 19. | The Wind That Shakes the Barley              | Veter, ki trese ječmen | Ken Loach             | Združeno kraljestvo Velike Britanije in Severne Irske · Irska · Italija · Španija · Nemčija | 2006 | angl.                   |
| 20. | Vitus                                        | Vitus                  | Fredi M. Murer        | Švica                                                                                       | 2006 | nem.                    |
| 21. | El Khoubz el hafi / For Bread Alone          | Za ljubi kruhek        | Rachid Benhadj        | Italija · Francija · Maroko                                                                 | 2005 | arab.                   |
| 22. | Breakfast on Pluto                           | Zajtrk na Plutonu      | Neil Jordan           | Irska · Združeno kraljestvo Velike Britanije in Severne Irske                               | 2005 | angl.                   |
| 23. | Winterreise / Winter Journey                 | Zimsko potovanje       | Hans Steinbichler     | Nemčija                                                                                     | 2006 | nem./angl.              |
| 24. | La Bestia nel cuore / Don't Tell             | Zver v srcu            | Cristina Comencini    | Italija · Združeno kraljestvo Velike Britanije in Severne Irske · Francija · Španija        | 2005 | it.                     |

### Predpremiere
| #   | Film                                                                               | Slovenski naslov                    | Režiser                              | Država                                                                          | Leto | Jezik                  |
| --- | ---------------------------------------------------------------------------------- | ----------------------------------- | ------------------------------------ | ------------------------------------------------------------------------------- | ---- | ---------------------- |
| 1.  | Il caimano / The Caiman                                                            | Aligator                            | Nanni Moretti                        | Italija · Francija                                                              | 2006 | it.                    |
| 2.  | Babel                                                                              | Babilon                             | Alejandro González Iñárritu          | Združene države Amerike                                                         | 2006 | angl./špan./jap./arab. |
| 3.  | Knallhart / Tough Enough                                                           | Brutalna mularija                   | Detlev Buck                          | Nemčija                                                                         | 2006 | nem.                   |
| 4.  | Direktøren for det hele / The Boss of It All                                       | Glavni šef                          | Lars von Trier                       | Danska · Švedska · Francija · Italija · Nemčija · Islandija                     | 2006 | dan./isl./angl./rus.   |
| 5.  | Thank You For Smoking                                                              | Hvala, ker kadite                   | Jason Reitman                        | Združene države Amerike                                                         | 2005 | angl.                  |
| 6.  | Me and You and Everyone We Know                                                    | Jaz in ti in vsi, ki jih poznava    | Miranda July                         | Združene države Amerike · Združeno kraljestvo Velike Britanije in Severne Irske | 2005 | angl.                  |
| 7.  | Colour Me Kubrick: A True...ish Story                                              | Jaz, Kubrick                        | Brian W. Cook                        | Združeno kraljestvo Velike Britanije in Severne Irske · Francija                | 2005 | angl.                  |
| 8.  | Jindabyne                                                                          | Jindabyne                           | Ray Lawrence                         | Avstralija                                                                      | 2006 | angl.                  |
| 9.  | Quando sei nato non puoi piu nasconderti / Once You're Born You Can No Longer Hide | Ko si rojen, se ne moreš več skriti | Marco Tullio Giordana                | Italija · Francija · Združeno kraljestvo Velike Britanije in Severne Irske      | 2005 | it.                    |
| 10. | Fast Food Nation                                                                   | Narod hitre prehrane/Zašpehan narod | Richard Linklater                    | Združene države Amerike                                                         | 2006 | angl.                  |
| 11. | Wu ji (無極)/ The Promise                                                          | Obljuba                             | Chen Kaige                           | Ljudska republika Kitajska · Južna Koreja · Združene države Amerike             | 2005 | mand.                  |
| 12. | Offside                                                                            | Ofsajd                              | Jafar Panahi                         | Iran                                                                            | 2006 | perz.                  |
| 13. | Das Parfum – Die Geschichte eines Mörders / Parfume: The Story of a Murderer       | Parfum                              | Tom Tykwer                           | Nemčija · Francija · Španija                                                    | 2006 | angl.                  |
| 14. | The Road to Guantanamo                                                             | Pot v Guantanamo                    | Michael Winterbottom, Mat Whitecross | Združeno kraljestvo Velike Britanije in Severne Irske                           | 2006 | angl./arab.            |
| 15. | Revolver                                                                           | Revolver                            | Guy Ritchie                          | Francija · Združeno kraljestvo Velike Britanije in Severne Irske                | 2005 | angl./mand.            |
| 16. | Shortbus                                                                           | Shortbus                            | John Cameron Mitchell                | Združene države Amerike                                                         | 2006 | angl.                  |
| 17. | The Libertine                                                                      | Strup za ženske                     | Laurence Dunmore                     | Združeno kraljestvo Velike Britanije in Severne Irske                           | 2004 | angl.                  |
| 18. | La tigre e la neve / The Tiger and the Snow                                        | Tiger in sneg                       | Roberto Benigni                      | Italija                                                                         | 2005 | it.                    |
| 19. | Volver / Return                                                                    | Vrni se                             | Pedro Almodóvar                      | Španija                                                                         | 2006 | šp.                    |

### Fokus: Francija
| #  | Film                                    | Slovenski naslov | Režiser                           | Država                                 | Leto | Jezik    |
| -- | --------------------------------------- | ---------------- | --------------------------------- | -------------------------------------- | ---- | -------- |
| 1. | 13 Tzameti / 13 Thirteen                | 13 Trinajst      | Géla Babluani                     | Francija · Gruzija                     | 2005 | fr.      |
| 2. | Camping sauvage / Wild Camp             | Divje kampiranje | Christophe Ali, Nicolas Bonilauri | Francija                               | 2005 | fr.      |
| 3. | Indigenes / Days of Glory               | Domorodci        | Rachid Bouchareb                  | Francija · Maroko · Alžirija · Belgija | 2006 | fr.      |
| 4. | Flandres / Flanders                     | Flandrija        | Bruno Dumont                      | Francija                               | 2006 | fr.      |
| 5. | Fauteuils d'orchestre / Orchestra Seats | Parter           | Danièle Thompson                  | Francija                               | 2006 | fr.      |
| 6. | Transylvania                            | Transilvanija    | Tony Gatlif                       | Francija                               | 2006 | fr./rom. |

### Proti vetru
| #  | Film                                      | Slovenski naslov   | Režiser         | Država                                | Leto | Jezik       |
| -- | ----------------------------------------- | ------------------ | --------------- | ------------------------------------- | ---- | ----------- |
| 1. | Laitakaupungin valot / Lights in the Dusk | Luči v temi        | Aki Kaurismäki  | Finska · Nemčija · Francija           | 2006 | fin.        |
| 2. | Mala Noche                                | Mala Noche         | Gus Van Sant    | Združene države Amerike               | 1985 | angl.       |
| 3. | Yihe yuan / Summer Palace                 | Poletna rezidenca  | Lou Ye          | Ljudska republika Kitajska · Francija | 2006 | kit.        |
| 4. | Police Beat                               | Policajevo območje | Robinson Devor  | Združene države Amerike               | 2005 | angl.       |
| 5. | A Prairie Home Companion                  | Radijski šov       | Robert Altman   | Združene države Amerike               | 2006 | angl.       |
| 6. | Zui hao de shi guang / Three Times        | Trikrat            | Hou Hsiao-hsien | Tajvan · Francija                     | 2005 | mand./tajv. |

### Ekstravaganca
| #  | Film                                         | Slovenski naslov    | Režiser      | Država                          | Leto | Jezik |
| -- | -------------------------------------------- | ------------------- | ------------ | ------------------------------- | ---- | ----- |
| 1. | Gwoemul / The Host                           | Gostitelj           | Bong Joon-ho | Južna Koreja                    | 2006 | kor.  |
| 2. | Survive Style 5+                             | Način preživetja 5+ | Gen Sekiguči | Japonska                        | 2004 | jap.  |
| 3. | Taxidermia                                   | Taxidermija         | György Pálfi | Madžarska · Avstrija · Francija | 2006 | madž. |
| 4. | 46-okunen no koi / Big Bang Love: Juvenile A | Veliki pok ljubezni | Takaši Miike | Japonska                        | 2006 | jap.  |
| 5. | Hak se wui / Election                        | Volitve             | Johnnie To   | Hongkong                        | 2005 | kant. |

### Jug jugovzhod
| #   | Film                                                                      | Slovenski naslov              | Režiser             | Država                                  | Leto | Jezik      |
| --- | ------------------------------------------------------------------------- | ----------------------------- | ------------------- | --------------------------------------- | ---- | ---------- |
| 1.  | Fehér tenyér / White Palms                                                | Bele dlani                    | Szabolcs Hajdu      | Madžarska                               | 2006 | madž.      |
| 2.  | Sutra ujutro / Tomorrow Morning                                           | Jutri zjutraj                 | Oleg Novković       | Srbija                                  | 2006 | srb.       |
| 3.  | Što je muškarac bez brkova? / What Is a Man Without a Mustache?           | Kaj je moški brez brkov?      | Hrvoje Hribar       | Hrvaška                                 | 2005 | hrv.       |
| 4.  | Cum mi-am petrecut sfârsitul lumii / The Way I Spent the End of the World | Kako sem preživel konec sveta | Cătălin Mitulescu   | Romunija · Francija                     | 2006 | rom.       |
| 5.  | Nafaka                                                                    | Nafaka                        | Jasmin Duraković    | Bosna in Hercegovina                    | 2006 | bos./angl. |
| 6.  | Maimuni prez zimata / Monkeys in Winter                                   | Opice pozimi                  | Milena Andonova     | Bolgarija · Nemčija                     | 2006 | bolg.      |
| 7.  | Optimisti / The Optimists                                                 | Optimisti                     | Goran Paskaljević   | Srbija                                  | 2006 | srb.       |
| 8.  | Put lubenica / The Melon Route                                            | Pot lubenic                   | Branko Schmidt      | Hrvaška                                 | 2006 | hrv.       |
| 9.  | Kontakt / Contact                                                         | Stik                          | Sergej Stanojkovski | Nemčija · Makedonija                    | 2005 | mak.       |
| 10. | Sve džaba / All for Free                                                  | Vse zastonj                   | Antonio Nuić        | Hrvaška · Bosna in Hercegovina · Srbija | 2006 | hrv.       |
| 11. | Stille Sehnsucht − Warchild                                               | Izginuli                      | Christian Wagner    | Nemčija · Slovenija                     | 2006 | nem./bos.  |

### Dokumentarni filmi
| #  | Film                                                             | Slovenski naslov                         | Režiser | Država                                                                        | Leto | Jezik           |
| -- | ---------------------------------------------------------------- | ---------------------------------------- | --- | ----------------------------------------------------------------------------- | ---- | --------------- |
| 1. | Fabulous! The Story of Queer Cinema                              | Čudovito! Zgodba gejevskega filma        | Lisa Ades, Lesli Klainberg | Združene države Amerike                                                       | 2006 | angl.           |
| 2. | Što sa sobom preko dana / Facing the Day                         | Kaj početi sam s seboj čez dan           | Ivona Juka | Hrvaška                                                                       | 2006 | hrv.            |
| 3. | The Bridge                                                       | Most                                     | Eric Steel | Združene države Amerike                                                       | 2006 | angl.           |
| 4. | Absolute Wilson                                                  | Popolnoma Wilson                         | Katharina Otto-Bernstein | Nemčija · Združene države Amerike                                             | 2006 | angl.           |
| 5. | Congo river, au-delà des ténèbres / Congo River, Beyond Darkness | Reka Kongo, onstran teme                 | Thierry Michel | Belgija · Francija · Finska                                                   | 2005 | fr./svah./angl. |
| 6. | Solidarność, Solidarność... / Solidarity, Solidarity...          | Solidarnost, solidarnost ...             | Juliusz Machulski, Andrzej Jakimowski, Jan Jakub Kolski, Filip Bajon, Jerzy Domaradzki, Piotr Trzaskalski, Krzysztof Zanussi, Robert Gliński, Jacek Bromski, Ryszard Bugajski, Feliks Falk, Andrzej Wajda, Małgorzata Szumowska | Poljska                                                                       | 2005 | polj.           |
| 7. | The Pervert's Guide to Cinema                                    | Sprevrženčev filmski vodnik              | Sophie Fiennes | Združeno kraljestvo Velike Britanije in Severne Irske · Avstrija · Nizozemska | 2006 | angl.           |
| 8. | Vierka / Vierka, Or the Mystery of Family B's Disappearance      | Vierka ali skrivnost izginotja družine B | Miroslav Janek | Češka                                                                         | 2005 | češ.            |

### Posebni poklon: Marco Bellocchio
| #  | Film                                                             | Slovenski naslov | Režiser          | Država                     | Leto | Jezik |
| -- | ---------------------------------------------------------------- | ---------------- | ---------------- | -------------------------- | ---- | ----- |
| 1. | Il principe di Homburg / The Prince of Homburg                   | Homburški princ  | Marco Bellocchio | Italija                    | 1997 | it.   |
| 2. | Il sogno della farfalla / The Butterfly's Dream                  | Metuljev sen     | Marco Bellocchio | Italija · Švica · Francija | 1994 | it.   |
| 3. | Il regista di matrimoni / The Wedding Director                   | Režiser porok    | Marco Bellocchio | Italija · Francija         | 2006 | it.   |
| 4. | La balia / The Nanny                                             | Varuška          | Marco Bellocchio | Italija                    | 1999 | it.   |
| 5. | L'ora di religione (Il sorriso di mia madre) / My Mother's Smile | Verska vzgoja    | Marco Bellocchio | Italija                    | 2002 | it.   |

### Izbor kratkih filmov
| #                                       | Film                                    | Slovenski naslov                  | Režiser                                   | Država                                                | Leto | Jezik          |
| --------------------------------------- | --------------------------------------- | --------------------------------- | ----------------------------------------- | ----------------------------------------------------- | ---- | -------------- |
| 1.                                      | Aria                                    | Arija                             | Claudio Noce                              | Italija                                               | 2004 | it.            |
| 2.                                      | Cherno na byalo / Black on White        | Črno na belem                     | Andrej Cvetkov                            | Bolgarija                                             | 2005 | bolg.          |
| 3.                                      | Muhammed                                | Muhamed                           | Lisa Marie Gamlem                         | Norveška                                              | 2004 | nor.           |
| 4.                                      | Exoticore                               | Nenavadnost bivanja               | Nicolas Provost                           | Belgija                                               | 2004 | angl./fr./nor. |
| 5.                                      | Yövuoro / Nightshift                    | Nočna izmena                      | Sara Wahl, Samppa Kukkonen, Simo Koivunen | Finska                                                | 2004 | —              |
| 6.                                      | We Have Decided Not to Die              | Odločili smo se, da ne bomo umrli | Daniel Askill                             | Avstralija                                            | 2004 | —              |
| 7.                                      | The Draft                               | Osnutek                           | Gary Shore                                | Irska                                                 | 2006 | angl.          |
| 8.                                      | Vagabond Shoes                          | Potepuški čevlji                  | Jackie Oudney                             | Združeno kraljestvo Velike Britanije in Severne Irske | 2005 | angl.          |
| 9.                                      | Birthday                                | Rojstni dan                       | Bertrand Lee                              | Singapur                                              | 2004 | mand.          |
| Posvečeno Boštjanu Hladniku (1929–2006) |                                         |                                   |                                           |                                                       |      |                |
| 10.                                     | Fantastična balada / A Fantastic Ballad | Fantastična balada                | Boštjan Hladnik                           | Slovenija                                             | 1957 | sln.           |
| 11.                                     | Poljub / The Kiss                       | Poljub                            | Boštjan Hladnik                           | Slovenija                                             | 1969 | sln.           |

## Gosti
| Gosti 17. Liffa                          | Gosti 17. Liffa                        |
| Gost                                     | Film                                   |
| ---------------------------------------- | -------------------------------------- |
| Birol Ünel, igralec                      | Transilvanija                          |
| Raymond Tarabay, producent               | Transilvanija                          |
| Paulus Manker, igralec                   | Postopanje                             |
| Feliks Falk, režiser                     | Rubežnik; Solidarnost, solidarnost ... |
| Goran Dukić, režiser                     | Picerija Kamikaze                      |
| Mikal P. Lazarev, igralka                | Picerija Kamikaze                      |
| Christophe Ali, režiser                  | Divje kampiranje                       |
| Nicolas Bonilauri, režiser               | Divje kampiranje                       |
| Hrvoje Hribar, režiser                   | Kaj je moški brez brkov?               |
| Dominique Deruddere, režiser             | Ohcet                                  |
| Marzia Tedeschi, igralka                 | Za ljubi kruhek                        |
| Mohammad-Reza Foroutan, igralec          | Postopoma                              |
| Antonio Nuić, režiser                    | Vse zastonj                            |
| Nataša Janjić, igralka                   | Vse zastonj                            |
| Fatemeh Motamed Arya, igralka            | Ljudje pri delu                        |
| Ahmad Ali Hamed, igralec                 | Ljudje pri delu                        |
| Branko Schmidt, režiser                  | Pot lubenic                            |
| Stanislav Babić, producent               | Pot lubenic                            |
| Ahmed Rhuhel in Rasul Shafiq, zapornika  | Pot v Guanatanamo                      |
| Hans Steinbichler, režiser               | Zimsko potovanje                       |
| Meike Hauck, scenaristka                 | Namizni tenis                          |
| Jasmin Duraković, režiser                | Nafaka                                 |
| Senad Bašić, igralec                     | Nafaka                                 |
| Lucia Chiarla, igralka, scenaristka      | Zbogom, Berlusconi                     |
| Ian Watson, montažer                     | Ahlam                                  |
| Milena Andonova, režiserka               | Opice pozimi                           |
| Bonka Ilieva-Boni, igralka               | Opice pozimi                           |
| Ali Reza Amini, režiser                  | Zamrznjen čas                          |
| Farnaz Ramshidi Mogadam, asistent režije | Zamrznjen čas                          |
| Eyal Halfon, režiser                     | Tako lepa dežela                       |
| Oleg Novković, režiser                   | Jutri zjutraj                          |
| Milena Marković, scenaristka             | Jutri zjutraj                          |
| Cristian Vararu, igralec                 | Kako sem preživel konec sveta          |
| Sergej Stanojkovski, režiser             | Stik                                   |
| Tomislav Pinter, kinematograf            | Stik                                   |